# Anders, jag och hans 23 andra kvinnor
Anders, jag och hans 23 andra kvinnor är en svensk dokumentärfilm som hade svensk premiär 25 maj 2018. Filmen är regisserad av Nahid Persson.

## Handling
Bakgrunden till filmen är att Nahid Persson träffar den före detta tennisspelaren Anders Rosén på dejting-appen Tinder. Snart uppdagas det att Rosén inte bara dejtar Persson utan även 23 andra kvinnor.

## Rollista (i urval)
- Nahid Persson – Sig själv
- Anders Rosén – Sig själv
- Malin Corneliusson – Sig själv (röst)
- Setareh Persson – Sig själv (dotter till Nahid Persson)
- Martin Askelöf – Sig själv